# Strop grzybkowy

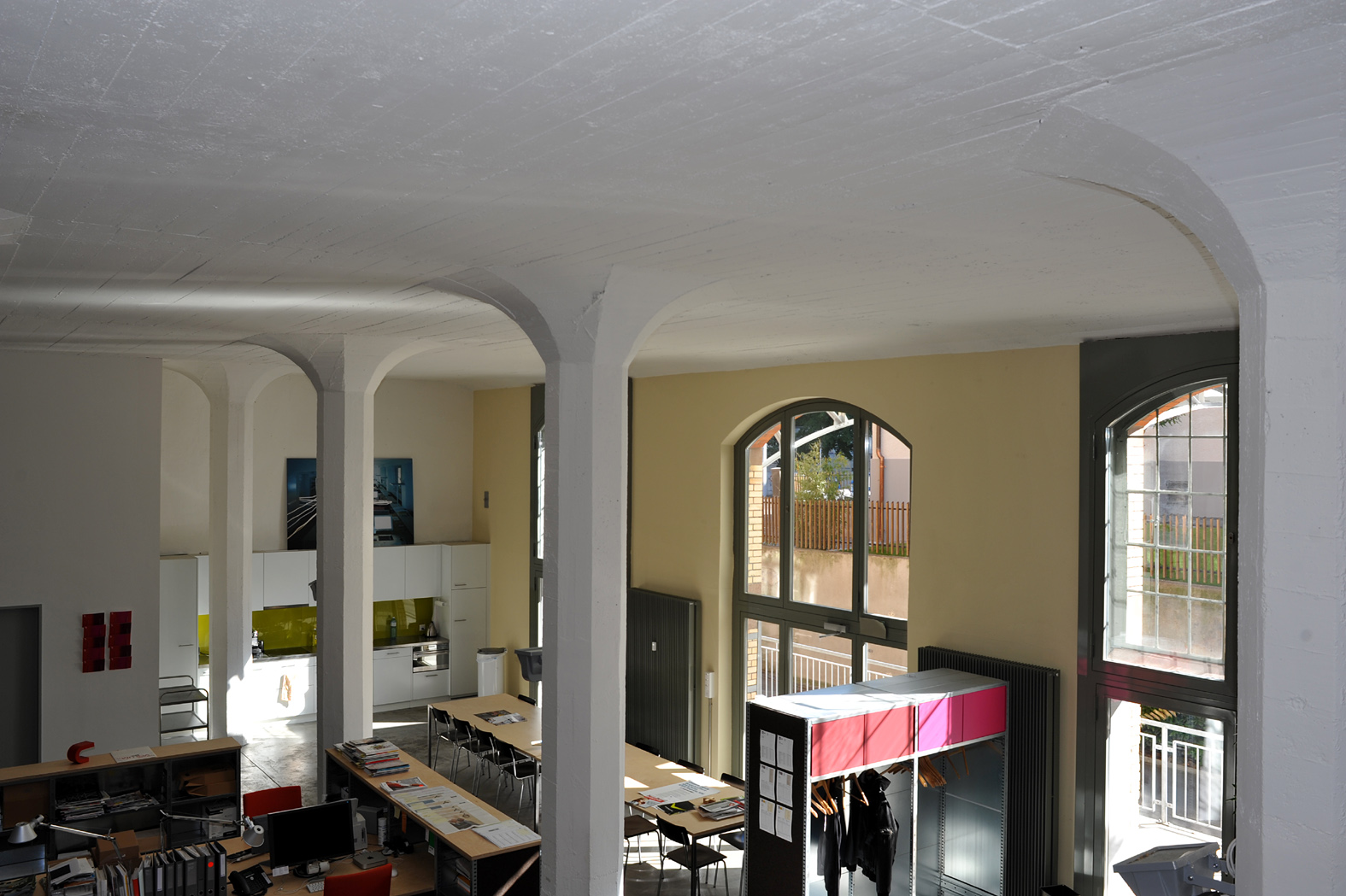
Pierwszy strop grzybkowy projektu Roberta Maillarta w budynku magazynu Giesshübel w Zurychu (1910)

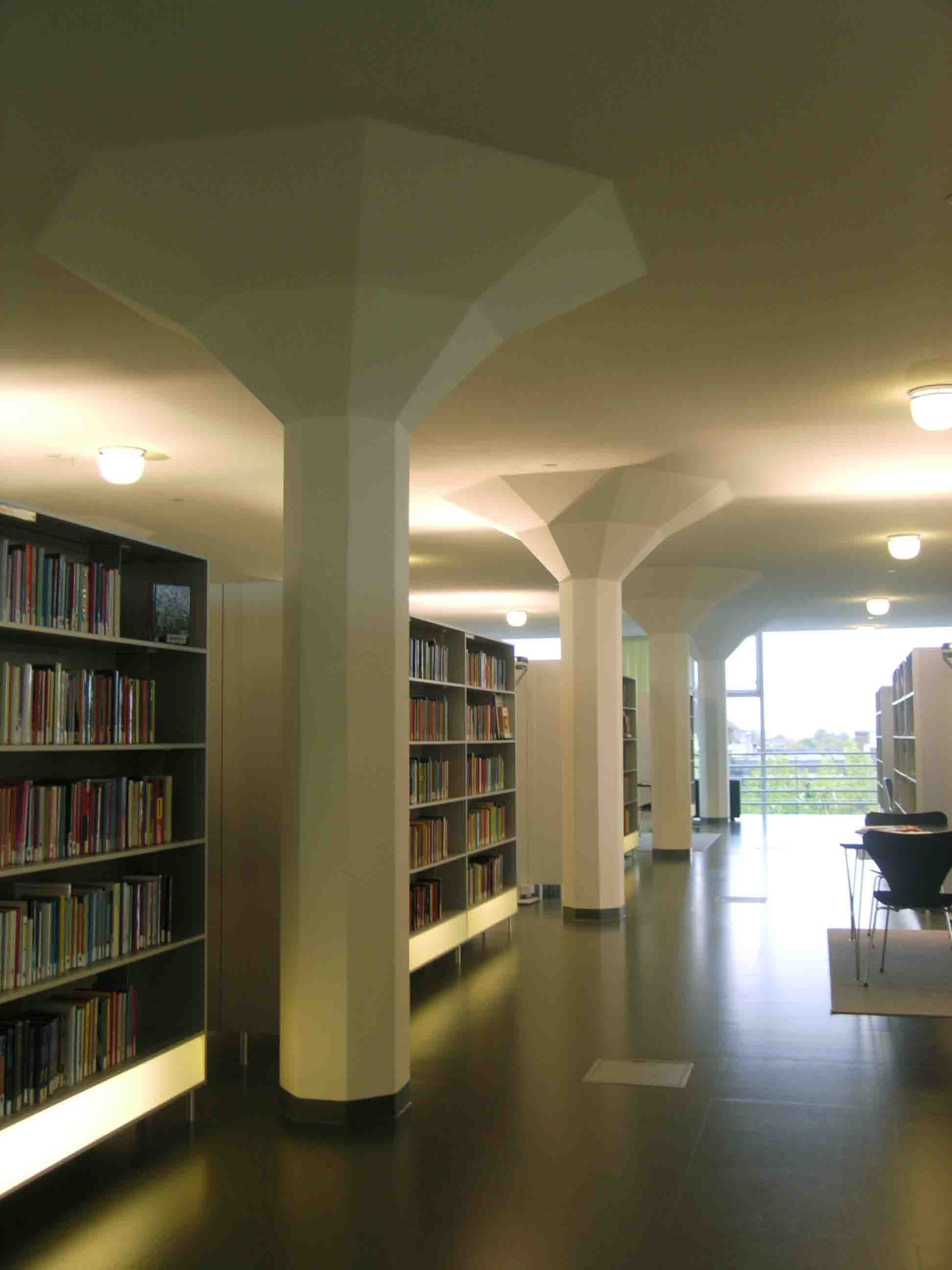
Strop grzybkowy z głowicami kielichowymi w Glaspaleis Library w Heerlen (Holandia)

Strop grzybkowy – bezbelkowy monolityczny strop żelbetowy wykonywany bezpośrednio na budowie oparty na słupach zakończonych charakterystyczną głowicą w kształcie grzyba.
Jego wynalazcą w Europie był Robert Maillart, szwajcarski inżynier i architekt, który w latach 1902–1913 opracował nowatorski wówczas system stropu grzybkowego, utrzymującego płytę stropową wprost na słupach bez zastosowania belek czy dźwigarów. W Stanach Zjednoczonych analogiczną konstrukcję opracował Claude Allen Porter Turner z Minneapolis, który w 1908 roku uzyskał patent na system płaskiej płyty stropowej (ang. flat-slab support system).

## Charakterystyka ogólna
Stropy grzybkowe pod względem odkształceń i rozmieszczenia zbrojenia podobne są do stropów krzyżowo zbrojonych. Zasadniczą cechą odróżniającą je jest brak żeber i podciągów, ponieważ płyta stropowa opiera się bezpośrednio na słupach zakończonych głowicą w kształcie odwróconego ściętego ostrosłupa lub stożka.
Stropy stosuje się głównie w obiektach przemysłowych, gdzie występują duże obciążenia użytkowe (powyżej 5 kN/m²) i jednocześnie wymagane są wyższe od przeciętnej warunki oświetleniowe lub higieniczne, tj. w szpitalach, sanatoriach czy fabrykach chemicznych.

## Głowica
Zadaniem głowicy jest zwiększenie sztywności połączenia płyty ze słupem, zmniejszenie rozpiętości płyty oraz zwiększenie powierzchni przekroju płyty, w miejscu, gdzie występują naprężenia ścinające przenoszone przez słup (tzw. powierzchnię płyty na przebicie). Ze względu na (niewielkie w porównaniu z pozostałą częścią słupa) siły działające wewnątrz głowicy zbrojenie nie jest konieczne. Jednak ze względu na zwiększenie stosunkowo małej sztywności układu stosuje się w głowicy krótkie pręty zbrojeniowe o średnicy 6–8 mm. W głowicy kielichowej zalecane są dwa pręty zbrojeniowe, oddzielnie dla każdej części, zamiast jednego załamanego, by przeciwdziałać miażdżeniu betonu przez rozciągany pręt.
Wyróżnia się trzy typy głowicy:
- prostą – w kształcie odwróconego ostrosłupa lub stożka;
- prostą z płytą – w kształcie odwróconego ostrosłupa lub stożka z płytą górną;
- kielichową – w kształcie odwróconego podwójnego ostrosłupa lub stożka.

## Słup
Słupy mogą być kwadratowe, prostokątne, okrągłe i wieloboczne. Słupy prostokątne projektuje się tak, by wymiary boków słupa oraz rozstaw słupów w siatce konstrukcyjnej nie różniły się o więcej niż 20%. Wymiary słupów powinny spełniać trzy poniższe warunki:
{\displaystyle d\geqslant {\frac {1}{20}}\cdot {l}}
{\displaystyle d\geqslant {\frac {1}{15}}\cdot {H}}
{\displaystyle d\geqslant 30\ {\text{cm}},}
gdzie: {\displaystyle l} – rozpiętość (odległość między słupami), {\displaystyle H} – wysokość kondygnacji.

## Płyta
Grubość płyty wynosi co najmniej 1/32 maksymalnej rozpiętości, przy czym nie powinna być mniejsza niż 15 cm.
{\displaystyle t\geqslant {\frac {1}{32}}\cdot {l_{max}},}
gdzie: {\displaystyle t} – grubość płyty stropowej, {\displaystyle l_{max}} – maksymalna rozpiętość.
Zbrojenie układa się w dwóch kierunkach, równolegle do siatki konstrukcyjnej. Czasami stosuje się dodatkowe zbrojenie po przekątnych uzyskując gęstą siatkę zbrojenia czterokierunkowego.

## Zalety stropu
- zwiększenie użytkowej objętości (kubatury) kondygnacji; w stropie krzyżowo zbrojonym z podciągami wysokość konstrukcji (grubość stropu wraz z wystającymi belkami) wynosi 45–50 cm, podczas gdy w stropie grzybkowymi grubość ta (łącznie z płytą górną głowicy) wynosi 20–30 cm[3];
- oszczędność deskowań i rusztowań w czasie wykonywania stropu przez zmniejszenie powierzchni deskowania, która wynika z braku wystających belek stropowych;
- dobre doświetlenie wnętrza i łatwość utrzymywania czystości, również dzięki brakowi belek i gładkiej powierzchni sufitu.

## Wady stropu
- niewielka sztywność układu w porównaniu do stropów żebrowych stężonych systemem żeber i podciągów,
- znaczna liczba słupów (w porównaniu do stropu krzyżowo zbrojonego), co zmniejsza funkcjonalność pomieszczeń, zwłaszcza w obiektach przemysłowych.